# Добрецу (комуна)
Добрецу (рум. Dobrețu) — комуна у повіті Олт в Румунії. До складу комуни входять такі села (дані про населення за 2002 рік):
- Добрецу (437 осіб)
- Куртішоара (470 осіб)
- Хорезу (616 осіб)

Комуна розташована на відстані 170 км на захід від Бухареста, 33 км на захід від Слатіни, 21 км на північний схід від Крайови.

## Населення
За даними перепису населення 2002 року у комуні проживали 1523 особи. Усі жителі комуни рідною мовою назвали румунську.
Національний склад населення комуни:
| Національність | Кількість осіб | Відсоток |
| -------------- | -------------- | -------- |
| румуни         | 1522           | 99,9%    |
| угорці         | 1              | 0,1%     |

Склад населення комуни за віросповіданням:
| Релігія       | Кількість осіб | Відсоток |
| ------------- | -------------- | -------- |
| православні   | 1500           | 98,5%    |
| адвентисти    | 15             | 1,0%     |
| бретрени      | 6              | 0,4%     |
| п'ятдесятники | 1              | 0,1%     |
| баптисти      | 1              | 0,1%     |